# Orthacris ramakrishnai
Orthacris ramakrishnai is een rechtvleugelig insect uit de familie Pyrgomorphidae. De wetenschappelijke naam van deze soort is voor het eerst geldig gepubliceerd in 1917 door Ignacio Bolívar.